# International Karate Association
International Karate Association, INC. (Kokusai Karatedo Kyokai) — зарегистрирована Сокэ Кубота Такаюки в Токио, Япония в 1953 году. Основной целью International Karate Association является продвижение традиционного японского каратэ и стиля Госоку Рю (быстрый/жёсткий стиль), созданного Сокэ. International Karate Association внесла значительный вклад в систему турниров.

## История
В 1953 году Сокэ Кубота регистрирует Kokusai Karatedo Kyokai (International Karate Association) в Ханэда (Токио).
В 1964 году Сокэ переместил штаб-квартиру International Karate Association в США и собрал талантливых молодых учеников, которые впоследствии сформировали ядро американской ветви International Karate Association.
К 1971 году додзё International Karate Association были открыты в 9 странах.
В 1978 году состоялся первый Soke Kubota World Cup Karate Championship.
В 1980 году состоялся первый International Karate Association World Cup Karate Championship; чемпион Вал Миялович.
В 1982 году в Минске открыто додзё International Karate Association в Беларуси: International Karate Association of Belarus — основатель и руководитель Сихан Андрей Сергеевич Ведерников.
К 1990 году International Karate Association была представлена в 32-х странах мира.
В 1993 году открыто додзё International Karate Association во Вьетнаме.
К 1994 году International Karate Association была представлена в 42 странах мира.
В 1996 году в Armenian Karate Federation в Ереване была создана ветвь International Karate Association — Armenia, а в 1997 году она была зарегистрирована в International Karate Association.
В 2000 году, 8-9 июля в Лос-Анджелесе, Калифорния / США — состоялся Millennium International Karate Association World Cup Karate Championship; гранд чемпион: International Grand Champion Кёси Куратоми в кумитэ (супертяжелый вес) и ката weapons (с оружием).
К 2004 году International Karate Association была представлена в 52 странах мира.
В 2012 году 4-6 мая в Минске состоялись Euro Stars’2012 Karate Championship in Belarus, международные семинары/мастер-классы, празднование 30-летия открытия Сиханом Ведерниковым додзё в Беларуси под руководством Сокэ Кубота.
На сегодняшний день International Karate Association имеет представительства в более чем 60 странах мира и постоянно расширяется.
Под руководством Сокэ International Karate Association добилась широкого признания в мире боевых искусств, а также внесла значительный вклад в систему турниров. Представители International Karate Association постоянно становятся победителями турниров каратэ, организуемых International Los Angeles Police Olympics. Также представители International Karate Association участвуют и побеждают и в других многочисленных турнирах.
В своем калифорнийском додзё в Лос-Анджелесе Сокэ, наряду с полицейской техникой, преподаёт классическое каратэ. И хотя большинство его студентов — полицейские, он утверждает, что обучение доступно каждому.

В моём додзё вы можете встретить кинозвёзд, режиссёров, адвокатов, секретных агентов и даже уличных бойцов. Многие из них — студенты других высококлассных инструкторов в различных стилях каратэ, таких как Сётокан, Годзю-рю, Сито-рю и т. п. из разных стран. Я думаю, их привлекает многосторонность того, что я преподаю. А если честно, главной причины я не знаю. Думаю, единственная вещь, которой я их обеспечиваю: лучшая тренировка из того, что я умею, и моя доброжелательность. Я верю, из всех путей этот главный.— Сокэ Кубота Такаюки

## Ученики
Первыми учениками Сокэ, которые добились статуса чемпионов мира были Тонни Талленерс и Джон Глелес.
Талленерс трижды сражался с Чаком Норрисом, и все три раза его победил. Он также был членом команды Соединённых Штатов, которая получила медали на первом Чемпионате мира по каратэдо в Токио в 1970 году. Занял третье место в индивидуальном кумитэ, уступив Оиси Такэси (Япония) и Доминику Валера (Франция). На этом мероприятии его назвали «выдающимся участником» («outstanding competitor»).
Джон Глелес также был одним из членов команды США в 1970 и 1972 годах, которая участвовала в Чемпионате мира по каратэдо. Он не проиграл ни одного боя в обоих мероприятиях и был награждён «Tamashi Award» («Неукротимый дух»). В 1968 году в Лос-Анджелесе он сражался с японским чемпионом Оиси Такэси, известным в Японии как «Мистер Молния». Итогом боя была ничья. До этого никому долгое время не удавалось набрать ни одного очка в бою против Оиси. Благодаря своему учителю (Сокэ) Джон Глелес стал бойцом мирового класса.
Джордж Бёрд и Дейвид Вон также были членами команды США в 1972 году. Грег Пикрел представлял США на International Amateur Karate Federation (IAKF) World Karate Championship, проводимых в Лос-Анджелесе. Вал Миялович и Бобан Петкович представляли International Karate Association на мировом турнире IAKF в 1979, а в 1980 году Бобан Петкович выиграл Pan Am Karate Championship в Бразилии.
Одним из самых известных учеников Сокэ Кубота, является Джеймс Каан, тот обучает его более 30 лет. Джеймсу Каану присвоено звание Soke Dai и он возглавляет Soke Kubota’s weapons group.

## Турниры
Существует специальное турнирное подразделение — International Karate Association Tournament (IKAT) — некоммерческая организация, занимающаяся вопросами любительского спорта .
- Soke Kubota Annual All-star Karate Championship U.S.A.
- Soke Kubota Cup